# Remigijus Lupeikis
Remigijus Lupeikis (Klaipėda, 22 de septiembre de 1968) es un deportista lituano que compitió en ciclismo en las modalidades de pista y ruta.
Ganó una medalla de plata en el Campeonato Mundial de Ciclismo en Pista de 1995, en la carrera por puntos.

## Medallero internacional
| Campeonato Mundial | Campeonato Mundial | Campeonato Mundial | Campeonato Mundial |
| Año                | Lugar              | Medalla            | Competición        |
| ------------------ | ------------------ | ------------------ | ------------------ |
| 1995               | Bogotá (Colombia)  | Medalla de plata   | Puntuación         |

## Palmarés

### Pista
1995
- 2.º en el Campeonato del Mundo de Puntuación

### Carretera
| 1990 - 1 etapa de la Vuelta a Colombia 1991 - 1 etapa del Clásico RCN - 1 etapa de la Vuelta a Colombia 1992 - 2 etapas del Tour de Poitou-Charentes 1993 - 4 etapas del Tour de Polonia 1994 - Tour de Berlín - 1 etapa del Teleflex Tour - Gran Premio de Beuvry-la-Forêt 1995 - 1 etapa de la Vuelta al Algarve 1997 - 2.º en el Campeonato de Lituania Contrarreloj 1998 - 2.º en el Campeonato de Lituania Contrarreloj | 2000 - Tour de Egipto, más 2 etapas - 1 etapa del Szlakiem Grodów Piastowskich - 1 etapa de la Carrera de la Solidaridad y de los Campeones Olímpicos - Campeonato de Lituania Contrarreloj - 2.º en el Campeonato de Lituania en Ruta 2001 - 1 etapa de la Vuelta a Eslovenia - Campeonato de Lituania Contrarreloj 2002 - 1 etapa de la Carrera de la Paz - 1 etapa del Tour de Polonia - Campeonato de Lituania en Ruta - 2.º en el Campeonato de Lituania Contrarreloj |

## Resultados en Grandes Vueltas y Campeonatos del Mundo
| Carrera         | 1992 | 1993 | 1994 | 1995 | 1996 | 1997  | 1998 | 1999 | 2000 | 2001 | 2002 |
| --------------- | ---- | ---- | ---- | ---- | ---- | ----- | ---- | ---- | ---- | ---- | ---- |
| Giro de Italia  | 93.º | -    | -    | -    | -    | -     | -    | -    | -    | -    | -    |
| Tour de Francia | -    | -    | -    | -    | -    | -     | -    | -    | -    | -    | -    |
| Vuelta a España | Ab.  | -    | -    | -    | -    | 124.º | -    | -    | -    | -    | -    |
| Mundial en Ruta | -    | -    | -    | -    | -    | -     | -    | -    | -    | -    | -    |

-: no participa

Ab.: abandono

## Equipos
- Ryalcao-Manzana Postobón (1992)
- Recer - Boavista (1995)
- US Postal (1996-1997)
- Mroz (2000-2002)